# Bissorã (sektor)
Bissora Sector är en sektor i Guinea-Bissau. Den ligger i regionen Oio, i den centrala delen av landet, 40 km norr om huvudstaden Bissau.